# 장종우
장종우(중국어: 張宗禹, ? ~ 1868년)는 청나라 말기 염군의 반란의 지도자 중 한 명이다. 청사고 중에는 멸칭으로 ‘장총우’(張総愚)로도 표기되어 있다.

## 생애
안휘성 치하집 출신이다. 처음에는 숙부인 대한맹주(大漢盟主) 장락행의 염군 봉기에 따랐다. 강소성, 하남성, 안휘성, 호북성을 떠돌다가, 태평천국에서 양왕(梁王)에 책봉된다. 1863년에 장락행이 청나라에 살해되자 잔당을 이끌고 작전을 계속했다.
1864년부터 태평천국의 준왕 뇌문광과 함께 염군을 재편하고, 기병을 중심으로 한 기동력 전략을 취한다. 1865년, 고루채 전투에서 청나라 보르지기트 셍게린첸 군을 괴멸시키고, 증국번의 포위를 돌파했다.
1866년, 서염군을 이끌고 하남에서 섬서로 들어가 둥간 혁명 군대와 연합했다. 1867년 1월에는 서안의 파교에서 청군을 이겼다. 12월에 뇌문광의 동염군을 구원하기 위해 산서를 거쳐 직례성에 들어갔다. 동염군이 멸망한 것을 알게 되자 섬서성으로 돌아가려 했지만, 청군에 막혀 뜻을 이루지 못했다.
직례성, 하남성, 산동성 일대를 돌아다니며 활동하였고, 천진에 육박했지만, 청군의 공격을 당한다. 이듬해 8월에 해하 유역에 이르는데, 이후의 행방은 묘연했다. 궁지에 몰려 투신자살을 했다는 말도 전해진다.

## 같이 보기
- 염군의 난